# Aisey-et-Richecourt
Aisey-et-Richecourt là một xã thuộc tỉnh Haute-Saône trong vùng Franche-Comté phía đông nước Pháp.